# Albatroz-de-buller
O albatroz-de-buller (Thalassarche buller) é um albatroz relativamente pequeno. Procria na Nova Zelândia e nas ilhas subantárticas e alimenta-se nas águas oceânicas ao largo da Austrália e do Pacífico Sul, tendo sido encontrados espécimes, todos os anos, na Corrente de Humboldt ao largo do Chile e do Peru. Recebeu o seu nome em honra do ornitólogo neozelandês Walter Buller.
A sua plumagem é semelhante à dos larídeos, com costas escuras e parte inferior branca. A cabeça e pescoço são prateados com coloração cinzenta. Em volta dos olhos apresentam áreas brancas e pretas. O bico é negro com arestas e extremidade amarelas.
Todo ano o casal destas aves separa-se durante 6 meses, a sobrevoar o oceano e depois reúnem-se nas ilhas subantárticas junto à nova zelândia para se reproduzirem.